# Gay et Doucé

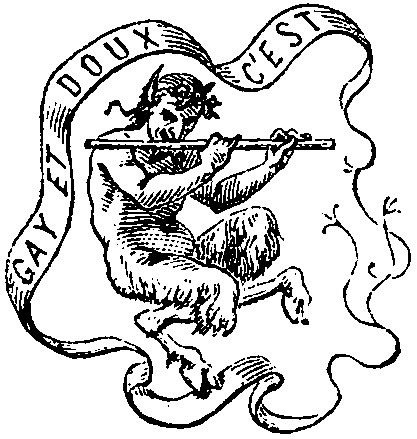
Marque de la maison Gay et Doucé [ici écrit doux c'est] conçue par Jules-Adolphe Chauvet, cir. 1880.

Gay et Doucé est le nom d'une librairie maison d'édition belge spécialisée en ouvrages érotiques entre 1877 et 1883.

## Jean-Jules Gay et Henriette Doucé
Fils du célèbre théoricien et éditeur Jules Gay et de Jeanne-Désirée Véret, Jean-Jules naît à Paris le 17 novembre 1837. La famille doit s'exiler à Bruxelles : il collabore avec son père dans le cadre de son activité d'éditeur, avant de s'installer à son compte au 5 place de la Monnaie puis au 8 passage St Hubert. Durant l'été 1877, il s'associe avec Henriette Doucé et fonde avec elle la firme « Gay et Doucé », spécialisée dans la littérature érotique. En mars 1882, Henriette repart à Paris, d'abord rue Drouot, puis boulevard des Capucines où elle continue seule l'édition et ce, jusqu'à sa mort vers 1890 [?]. Resté seul, Jean-Jules Gay, publiera sous son nom quelques ouvrages, avant de mourir à Bruxelles le 16 septembre 1883.

## Un catalogue clandestin
Officiellement, Gay et Doucé ont publié une soixantaine de titres, et tout autant de manière officieuse. Les textes clandestins étaient essentiellement des rééditions de classiques de l'érotisme. Les ornementations étaient réalisées par Jules-Adolphe Chauvet et, pour l'année 1881, par Félicien Rops. 
Cette maison bénéficia d'une certaine protection de la part du baron bibliophile Jérôme Pichon (1812-1896) et de collectionneurs fortunés comme les Britanniques Henry Spencer Ashbee (1934-1900) et Frederick Hankey (1821-1882) ou encore du marquis Hélion Charles Edouard de Villeneuve-Trans (qui a été possesseur du manuscrit des 120 Journées de Sodome de Sade), mais la Belgique n'est plus sûre après 1885. La plupart des éditeurs d'érotiques clandestins choisissent alors Amsterdam puis, après 1895, de nouveau Paris.
Vers 1904-1909, Élias Gaucher détourna la marque dans le cadre de ses éditions clandestines.